# 埃米利 (明尼蘇達州)
埃米利（英語：Emily）是一個位於美國明尼蘇達州克羅溫縣的城市。

## 人口
根據2020年美國人口普查的數據，埃米利的面積為93.39平方千米，當中陸地面積為77.65平方千米，而水域面積為15.74平方千米。當地共有人口843人，而人口密度為每平方千米9人。